# Deklasacja
Deklasacja – jest to obniżenie, utrata przez jednostkę, grupę jej dotychczasowej pozycji społecznej, mające związek z degradacją ekonomiczną, pauperyzacją, osłabieniem prestiżu społecznego.